# Vagner Dias
Pour les articles homonymes, voir Vagner.
Vagner Dias Gonçalves, ou simplement Vagner, né le 19 juillet 1994 à Mindelo, est un footballeur international cap-verdien qui évolue au poste d'attaquant.

## Biographie

### Carrière en club

#### Du Portugal à la France
Arrivé libre à l'AS Saint-Étienne pendant l'été 2017 en provenance du club portugais Gil Vicente, il y signe un contrat professionnel d'un an. Cependant, du fait d'une forte concurrence à son poste, il ne parvient pas à se faire une place en Ligue 1 dans l'équipe première stéphanoise entraînée par Jean-Louis Gasset, jouant principalement avec l'équipe réserve en National 3. Croyant en son potentiel, en mars 2018, l'AS Saint-Étienne prolonge son contrat professionnel de trois ans, jusqu'en juin 2021.

#### Prêts à l'AS Nancy-Lorraine
En janvier 2019, il est prêté par l'AS Saint-Étienne à l'AS Nancy-Lorraine lors du mercato d'hiver. Il inscrit avec l'AS Nancy-Lorraine un doublé contre le FC Lorient en mars 2019. Grâce à une intégration rapide, il devient l'un des joueurs favoris du public nancéien en quelques semaines. Il est le principal acteur du maintien de l’ASNL lors de la saison 2018-2019 de Ligue 2, devenant le co-meilleur buteur de l'équipe avec Amine Bassi.

##### Second prêt à l'ASNL
Après son passage fructueux à Nancy, lors du mercato d'été 2019, Vagner insiste auprès des dirigeants stéphanois pour continuer à progresser dans le contexte nancéien. Il finit par obtenir gain de cause le 25 juillet 2019, l'AS Saint-Étienne acceptant un nouveau prêt d'un an à Nancy pour la saison 2019-2020.
En dépit de plusieurs sollicitations de la part de clubs comme Strasbourg, Caen ou Troyes, la condition fixée par Saint-Étienne pour son retour à Nancy est la prolongation de son contrat d'une année supplémentaire, ce qui le lie au club jusqu'en juin 2022. Vagner explique son choix ainsi : « J’aime les gens d’ici, tout le monde est gentil avec moi et ça me fait du bien. Je sais qu’on m’attend, que c’est une nouvelle aventure qui commence (...) Les joueurs ne sont plus tout à fait les mêmes, le staff a changé mais l’état d’esprit est toujours là ».
Lors de la saison 2019-2020 avec l'ASNL, il joue dès la seconde journée du championnat et marque immédiatement son premier but face à Valenciennes. Lors de la 4e journée face au Mans, il est l'homme du match, ne comptant pas ses efforts et réalisant un doublé. Il marque un premier but sur un coup franc en pleine lucarne à la 10e minute ; puis alors que l'ASNL est réduite à neuf contre onze, il est l'auteur de plusieurs contre-attaques et frappes dangereuses, jusqu'à délivrer une passe à Souleymane Karamoko dans la surface de réparation qui obtient un penalty à la 93e minute. Vagner transforme lui-même ce penalty et marque à la dernière minute du temps additionnel. L'AS Nancy-Lorraine remporte ce match 2-1 et le public nancéien l'ovationne pendant plusieurs minutes.
Lors de la 16e journée du championnat contre le Paris FC, il se blesse gravement à la cheville gauche, ce qui le rend indisponible pour 4 mois.

#### Transfert au FC Metz
À l'été 2020, il rejoint le FC Metz et signe un contrat de quatre ans avec le club.

##### Prêt au FC Sion
Lors du mercato estival de 2021, il est prêté au FC Sion.

##### Second prêt à Seraing
Le 6 septembre 2022, il est prêté au RFC Seraing.

#### Fin de contrat à Metz
Le 2 septembre 2023, le joueur et le club décident d'un commun accord de rompre leur contrat. Vagner Dias est agent libre.

## Distinctions
- Trophée du joueur du mois de Ligue 2 en mars 2019[8]

### Carrière internationale
Le 1er juin 2018, il reçoit sa première sélection en équipe du Cap-Vert, en amical contre l'Algérie